# Dionysia afghanica
Dionysia afghanica är en viveväxtart som beskrevs av Christopher Grey-Wilson. Dionysia afghanica ingår i släktet Dionysia och familjen viveväxter. Inga underarter finns listade i Catalogue of Life.

## Bilder

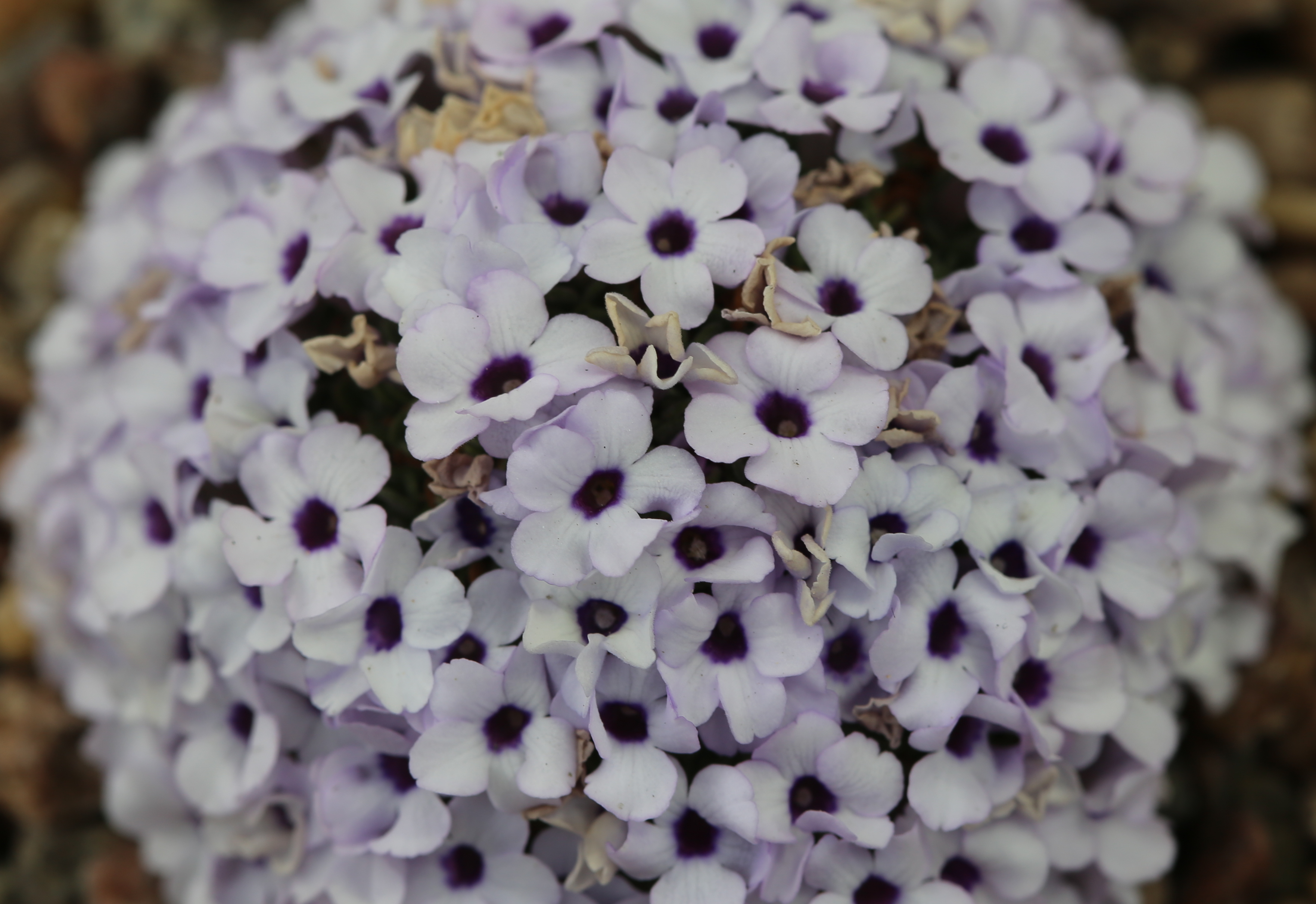
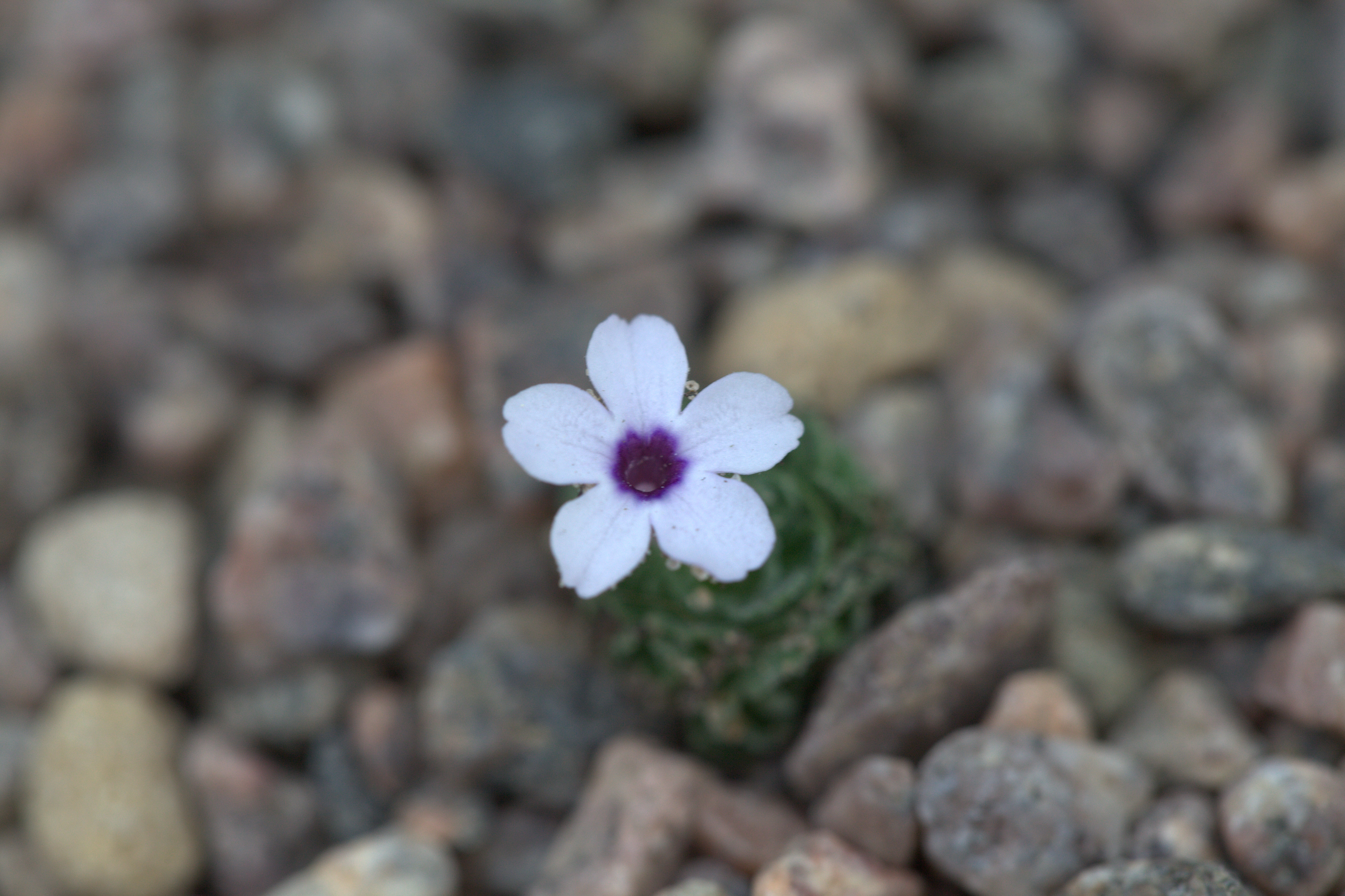
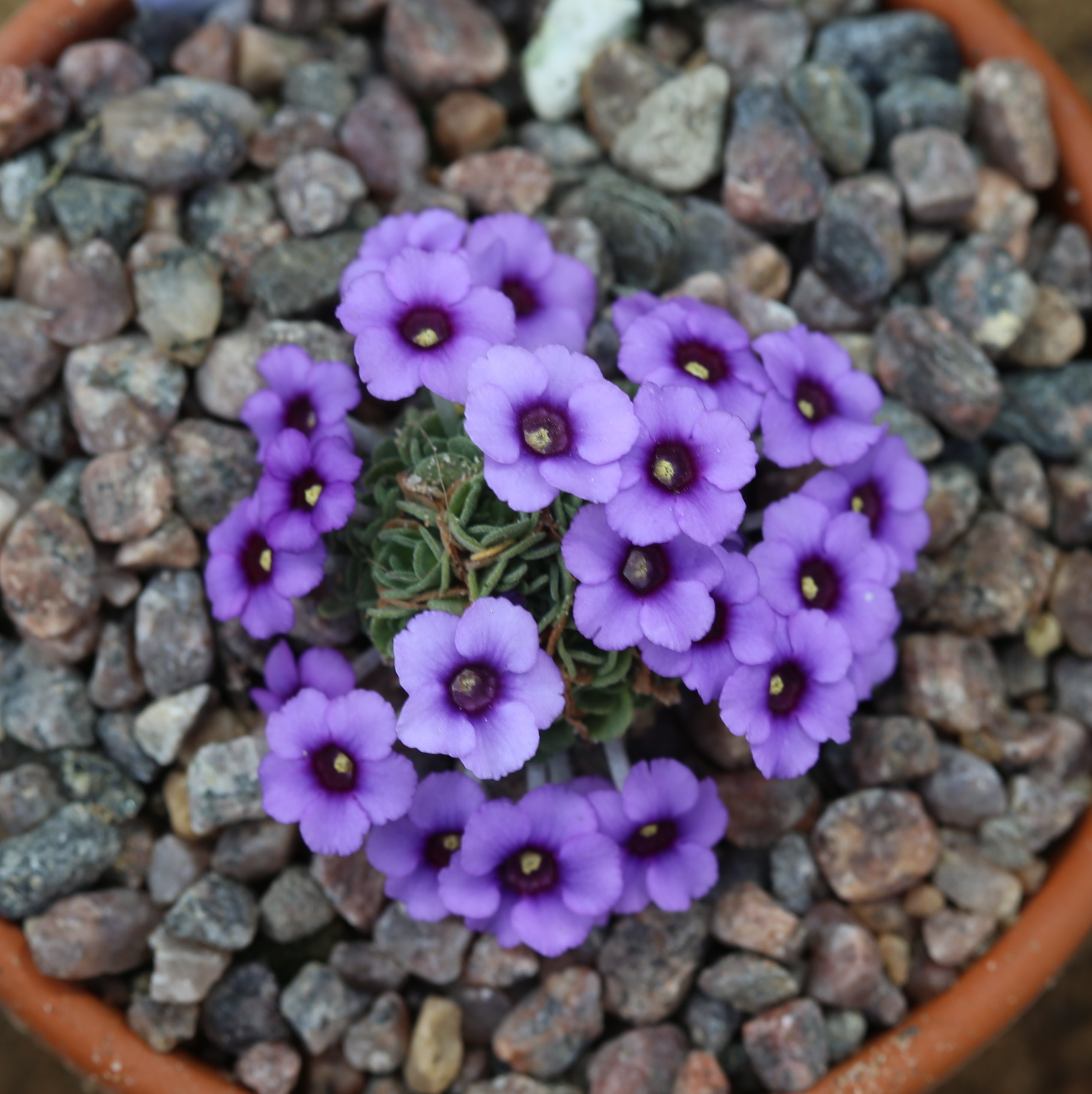
'Zdenek zvolanek'